# NGC 7714
NGC 7714 (другие обозначения — PGC 71868, UGC 12699, IRAS23336+0152, MCG 0-60-17, KCPG 587A, MK 538, ZWG 381.11, UM 167, VV 51, ARP 284) — галактика в созвездии Рыбы.
Этот объект входит в число перечисленных в оригинальной редакции «Нового общего каталога».
В галактике вспыхнула сверхновая SN 1999dn типа Ib/c, её пиковая видимая звездная величина составила 16,0.
В галактике вспыхнула сверхновая SN 2007fo типа Ib/c, её пиковая видимая звездная величина составила 18,2.